# Championnat de Mongolie de football 1997
Navigation
Saison 2003
La saison 1997 du Championnat de Mongolie de football est la deuxième édition de la MFF League, le championnat de première division en Mongolie. Les sept formations sont réunies au sein d'une poule unique où elles s'affrontent deux fois au cours de la saison. Les quatre premiers disputent la phase finale pour le titre. 
C'est le club de Delger qui remporte la compétition cette saison après avoir battu en finale le tenant du titre, Erchim. Il s'agit du tout premier titre de champion de Mongolie de l'histoire du club.

## Les clubs participants
- Erchim
- Delger
- ITR Bank
- Erdenet Ninj
- Selenge CBB
- Udriin Od
- Hurmastyn Ezed

## Compétition
Le barème de points servant à établir le classement se décompose ainsi :
- Victoire : 3 points
- Match nul : 1 point
- Défaite : 0 point

### Première phase
| Rang | Équipe         | Pts | J  | G | N | P  | Bp | Bc | Diff |
| ---- | -------------- | --- | -- | - | - | -- | -- | -- | ---- |
| 1    | Erchim'T'C     | 26  | 12 | 8 | 2 | 2  | 52 | 15 | +37  |
| 2    | Delger         | 24  | 12 | 7 | 3 | 2  | 31 | 14 | +17  |
| 3    | ITR Bank       | 19  | 12 | 5 | 4 | 3  | 34 | 20 | +14  |
| 4    | Selenge CBB    | 19  | 12 | 5 | 4 | 3  | 28 | 26 | +2   |
| 5    | Udriin Od      | 18  | 12 | 5 | 3 | 4  | 17 | 19 | -2   |
| 6    | Hurmastyn Ezed | 7   | 12 | 2 | 1 | 9  | 11 | 37 | -26  |
| 7    | Erdenet Ninj   | 4   | 12 | 1 | 1 | 10 | 12 | 54 | -42  |

|  | Qualification pour la phase finale                        |
|  | T : Tenant du titre C : Vainqueur de la Coupe de Mongolie |

### Phase finale

#### Demi-finales
| Équipe 1 | Résultat | Équipe 2    | Aller | Retour |
| -------- | -------- | ----------- | ----- | ------ |
| Erchim   | 3 - 2    | Selenge CBB | 1 - 2 | 2 - 0  |
| Delger   | 4 - 3    | ITR Bank    | 3 - 2 | 1 - 1  |

### Match pour la troisième place
| Équipe 1 | Résultat | Équipe 2    |
| -------- | -------- | ----------- |
| ITR Bank | 5 - 2    | Selenge CBB |

### Finale
| Équipe 1 | Résultat | Équipe 2 |
| -------- | -------- | -------- |
| Delger   | 2 - 1    | Erchim   |

## Bilan de la saison
| Championnat de Mongolie de football 1997   |                    |
| Champion                                   | Delger (1er titre) |
| Coupes et trophées                         |                    |
| Vainqueur de la Coupe de Mongolie 1997     | Erchim             |
| Qualifications continentales               |                    |
| Coupe d'Asie des clubs champions 1997-1998 | Aucun              |
| Coupe des Coupes 1997-1998                 | Aucun              |
| Promotions et relégations                  |                    |
| Promus en MFF League                       | Aucun              |
| Relégués en B Division League              | Aucun              |